# Abbaye de Valence
L’abbaye de Valence (Valentia) est une ancienne abbaye cistercienne située sur la commune de Couhé dans le département de la Vienne, région Nouvelle-Aquitaine.

## Histoire
L’abbaye a été fondée en 1230 par Hugues X de Lusignan comme fille de l’abbaye de Clairvaux. Elle fut en grande partie détruite lors des guerres de Religion vers 1585 et perdit l'essentiel de ses revenus. Elle fut reconstruite au début du XVIIe siècle. Au XVIIIe siècle, elle ne comptait plus que 4 religieux. À la Révolution, l'abbaye fut vendue comme bien national en 1791. L'abbatiale, en ruines, a été rasée au XIXe siècle.

## Bâtiments et constructions
Une partie des constructions est parvenue jusqu'à nous. Ce sont :
- La porterie du XVe siècle.  Inscrite MH (1997)
- L’hôtellerie du XIIIe siècle.  Inscrite MH (1997)
- Le réfectoire construit au XIIIe siècle et remanié au XVIIe siècle.  Classé MH (1999)
- Le pont sur la Dive.  Classé MH (1999)
- La maison abbatiale.
- Une borne en pierre.  Classée MH (1959)

## Filiation et dépendances
Valence est fille de l'abbaye de Clairvaux.

## Liste des abbés
- 1230 : Jean Ier
- 1239 : Gervais
- 1252, 1258 : Guillaume
- Gui de Chaumont
- 1333 : Pierre
- 1376 : Jean II
- 1399 : Pierre II
- 1405, 1406 : Robert Le Mercier
- 1406 ; 1414 : Pierre III
- 1424, 1453 : Jean III Goust ou de Goux
- 1454, 1456 : Jean IV Pelletier
- 1479 : Rodolphe ou Raoul du Fou
- 1511, 1520 : Ponce Ier de la Grèze
- 1526, 1571 : Ponce II de Saint-Georges
- 1571, 1573 : N. de Nuchèze de Bapteresse
- 1575, 1579 : Antoine Lizée
- 1580-1595 : Jean VI Aymard
- 1595 : René Pidoust
- 1649 : Claude de Juigné de la Corbière
- 1685-1688 : Charles de Juigné de la Corbière
- 1688-1695 : Jacques Rabereuil
- 1696 : Louis d'Illiers d'Entragues
- ? : N. le Sage
- 1721 : N. Nerot
- 1744 : Jean-François Abdias de Monredon de Ville-Vielle

Source